# Poiana (gmina Zvoriștea)
Poiana – wieś w Rumunii, w okręgu Suczawa, w gminie Zvoriștea. W 2011 roku liczyła 565 mieszkańców. 